# آشپزی گواتمالایی

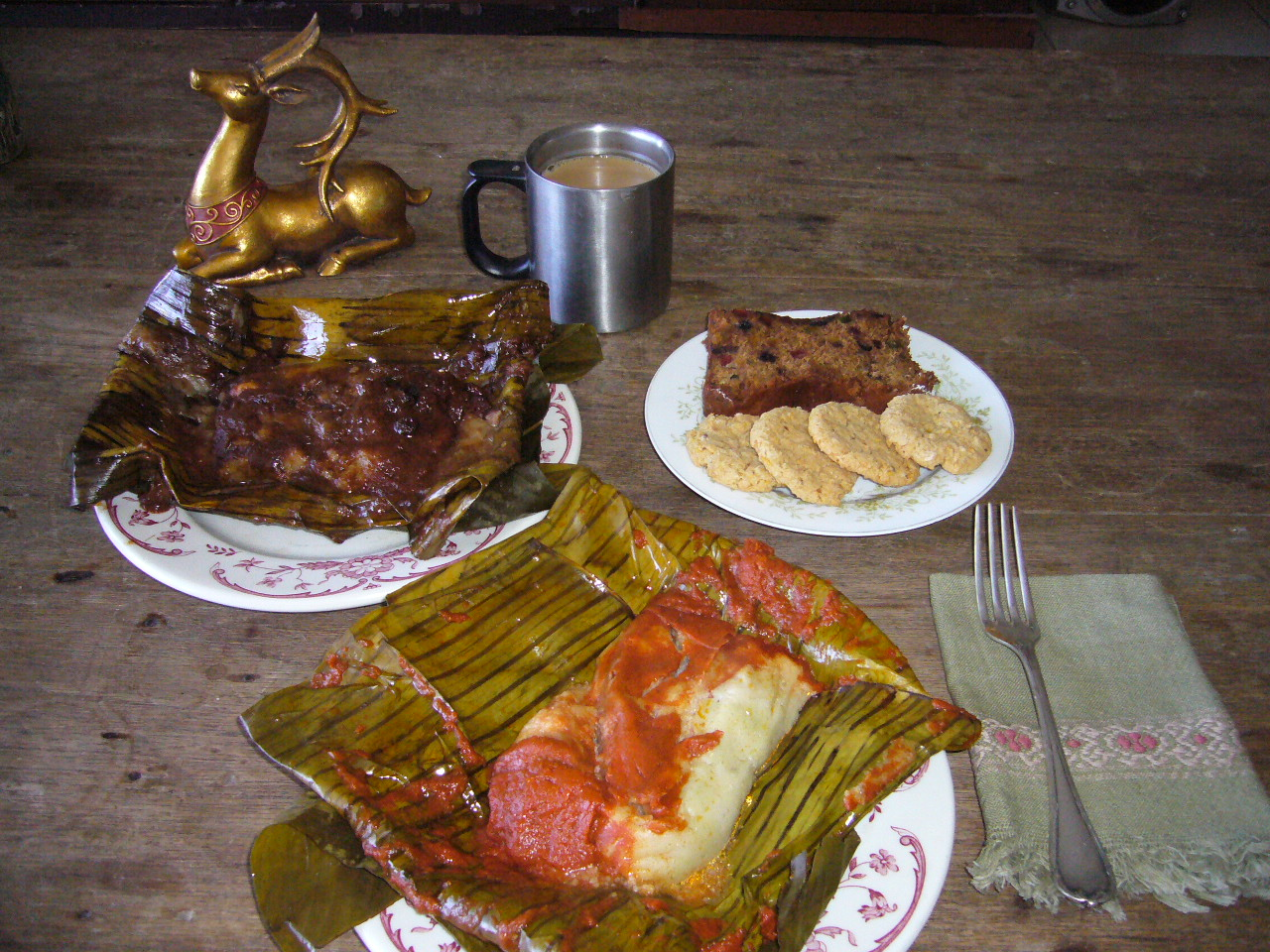
تاماله قرمز و سیاه در گواتمالا

آشپزی گواتمالایی (انگلیسی: Guatemalan cuisine)، بیشتر غذاهای سنتی در آشپزی گواتمالایی بر پایه آشپزی باستانی مایا هستند که در کنار آن تحت تأثیر آشپزی اسپانیایی قرار گرفته‌اند و به‌طور مشهود از ذرت، فلفل تند و لوبیاها به عنوان مواد غذایی کلیدی بهره می‌برند.
همچنین غذاهایی وجود دارند که به‌طور معمول در روزهای مشخصی از هفته مصرف می‌شوند. به عنوان مثال، خوردن پچز (paches) (گونه‌ای از غذای تاماله که از سیب زمینی درست می‌شود) در روز پنجشنبه، یک عادت رایج است. برخی غذاهای مشخص هم با مناسبت‌های ویژه مرتبط هستند، همانند فیامبره (fiambre) که برای مناسبت روز همه قدیسین در روز ۱ نوامبر می‌باشد.